# 井上幹太
井上 幹太（いのうえ かんた、1993年12月2日 - ）は、地方競馬・園田競馬場所属の騎手である。地方競馬教養センター騎手課程第91期生。

## 来歴
2013年3月31日付けで地方競馬騎手免許を取得、ホッカイドウ競馬原孝明厩舎所属としてデビュー。同年4月24日第1回門別競馬1日目第1競走3歳以上C4-6条件戦をハンミョウで優勝し、初騎乗初勝利（12頭立て3番人気）。ホッカイドウ競馬での新人騎手の初騎乗初勝利は兄弟子の坂下秀樹騎手以来27年ぶり、デビュー当日に3勝をあげたのは史上初となった。
2014年2月4日付けで原孝明厩舎から堂山芳則厩舎に所属が変更された。
2015年2月11日第29回全日本新人王争覇戦に出場し、9人中総合1位の成績を収めた。
2016年8月4日第8回門別競馬6日目第1競走2歳未勝利戦をヘイジュードで優勝し、地方競馬通算100勝を達成（8頭立て1番人気）。同日第6競走第10回ブリーダーズゴールドジュニアカップをストーンリバーで優勝し、重賞初制覇（9頭立て8番人気）。
2019年7月31日第8回門別競馬5日目第7競走3歳以上C4-6条件戦をネフェルリリーで優勝し、地方競馬通算200勝を達成（11頭立て1番人気）。
2019年のシーズン終了後、兵庫県競馬組合へ移籍。園田競馬場・雑賀伸一郎厩舎に所属し、2020年3月から騎乗を開始した。

## 主な騎乗馬
- ストーンリバー（2016年ブリーダーズゴールドジュニアカップ、鎌倉記念）
- ハタノオヌール（2016年リリーカップ）
- フクノユリディズ（2025年飛山濃水杯）